# Кошанский союз
Кошанский союз сельских общин, Кушанское вольное общество, Кошан-дере — военно-политическое образование, существовавшее на территории Южного Дагестана.

## География
Кошанский союз сельских общин располагался на территории современного Агульского района Дагестана, в долине реки Каша-нака.

## История
Жители Кошанского ущелья упоминаются в арабских письменных источниках VIII—IX веков. Кошанскому союзу наряду с Ричинским приходилось часто отстаивать независимость от казикумухских правителей.
В ущелье Гушандере агулы страдали от постоянных притеснений табасаранских беков. До самой Октябрьской революции продолжались земельные споры между агульским сельским обществом Худиг и табасаранским беком — подполковником царской службы Бейбала из селения Аркит. Закончилось это тем, что бек силой захватил лучшие пастбищные земли этого общества.

## Население
Население Кошанского союза сельских общин было моноэтничным и моноконфессиональным. Его населяли агулы, исповедующие ислам суннитского толка.

## Общественно-политическое устройство
В состав союза Къушан-дере — входили такие сельские общества, как
- Арсугское (Арсуг, Цирхе, Худиг, Буршаг);
- Яркугское (Яркуг, Кураг, Фите).